# Grad Muta
Grad Muta  (nemško Hohenmauten, Mutenberch) je nekdanji grad, ki je stal vrh skalnatega hriba Grašin nad dolino Bistrice v občini Muta, od katerega so ostale le še razvaline.

## Zgodovina
Grad Muta je v listinah prvič omenjen leta 1255 kot  Hohenmauten, vendar so ga Bamberški škofje pozidali že konec 12. stoletja  za zaščito mitnice ob deželni meji med Koroško in  Štajersko, ki se omenja leta 1147. Prvotni grad je kmalu propadel. Zgradili so novega. Vitez Henrik iz Žrelca (Graifenfelsa) je grad (castrum Mutenberch) pridobil v zastavo leta 1255. Češki kralj Otokar je grad leta 1265 podelil Herbardu iz Fulnsteina, leta 1299 pa ga je kot dediščino zahteval in zasedel Henrik Viltuški kot dedič Žrelskih, vendar ga je deželni knez Rudolf Habsburški po vojaški grožnji izplačal. Od 1302 do 1341 je bil v lasti deželnega kneza, ki je gospostvo dajal v najem/zastavo. Leta 1341 je deželni knez Albrecht II. Habsburški ta grad, posest in mitnico vrnil Bamberškim škofom, ker do njega niso imeli pravice. Leta 1409 je grad za kratek čas zasedel Bernhard Ptujski.  Leta 1425 je bamberški škof zamenjal grad in mitnico z grofom Hermanom II. Celjskim za grad Vivšnik (Weissenek) v Podjuni na Koroškem. Celjski grof je grad, gospostvo in trg Muto z mitnico dal v najem Habsburžanom, ki so na gradu imeli kot gradiščana Žigo Weisspriacha do leta 1439 tj. do vojne med Celjskimi in Harsburžani. Takrat so Celjani grad in mitnico dali v oskrbo Ulriku Leisserju, ki ga je leta 1441 nasledil sin Jurij. Leta 1451 sta celjska kneza Friderik in Ulrik II. grad in trg Muto ter grad in trg Vuzenico dala v fevd cesarjevima svetovalcema Volfgangu in Rajnprechtu Walsee-jskima. 
Po izumrtju Celjskih knezov je grad leta 1456 postal deželnoknežji oziroma je grad in posestvo Muta (gesloss an der Mawt) dokončno prešel v roke Habsburžanov. Cesar Friderik Habsburški je že naslednjega leta Muto podelil v zajem Frideriku Verlu. V letih 1460 - 1472 je bil na Muti cesarski oskrbnik Anton pl. Holeneški, ki mu je v letih 1472 - 1478 sledil Hartnid pl. Holeneški. 1478 postane najemnik gradu vitez Hans Gall iz Pukštajna. Leta 1490 se na grad vrne še en Holeneški - Friderik pl. Holeneški, ki pa že razpadajoči grad zapusti leta 1494. Takrat cesar Maksimilijan I. Habsburški za upravitelja dohodkov mutskega gradu imenuje marenberšega oskrbnika Jurija Koloniča, kateremu 1498 naroči razpadajoči grad porušiti. Gospostvo je nato leta 1509 podelil v fevd svojemu svetovalcu in komorniku Žigi Dietrichsteinskemu in mu dovolil, da grad ponovno pozida, česar pa ta ni storil. Leta 1513 je gospostvo dobil v zakup Žiga Ivniški (von Eibiswald). V posesti Ivniških (Jurija Žige) je še leta 1584. Leta 1669 je gospostvo kupil nunski samostan iz Radelj.